# ゴムボック

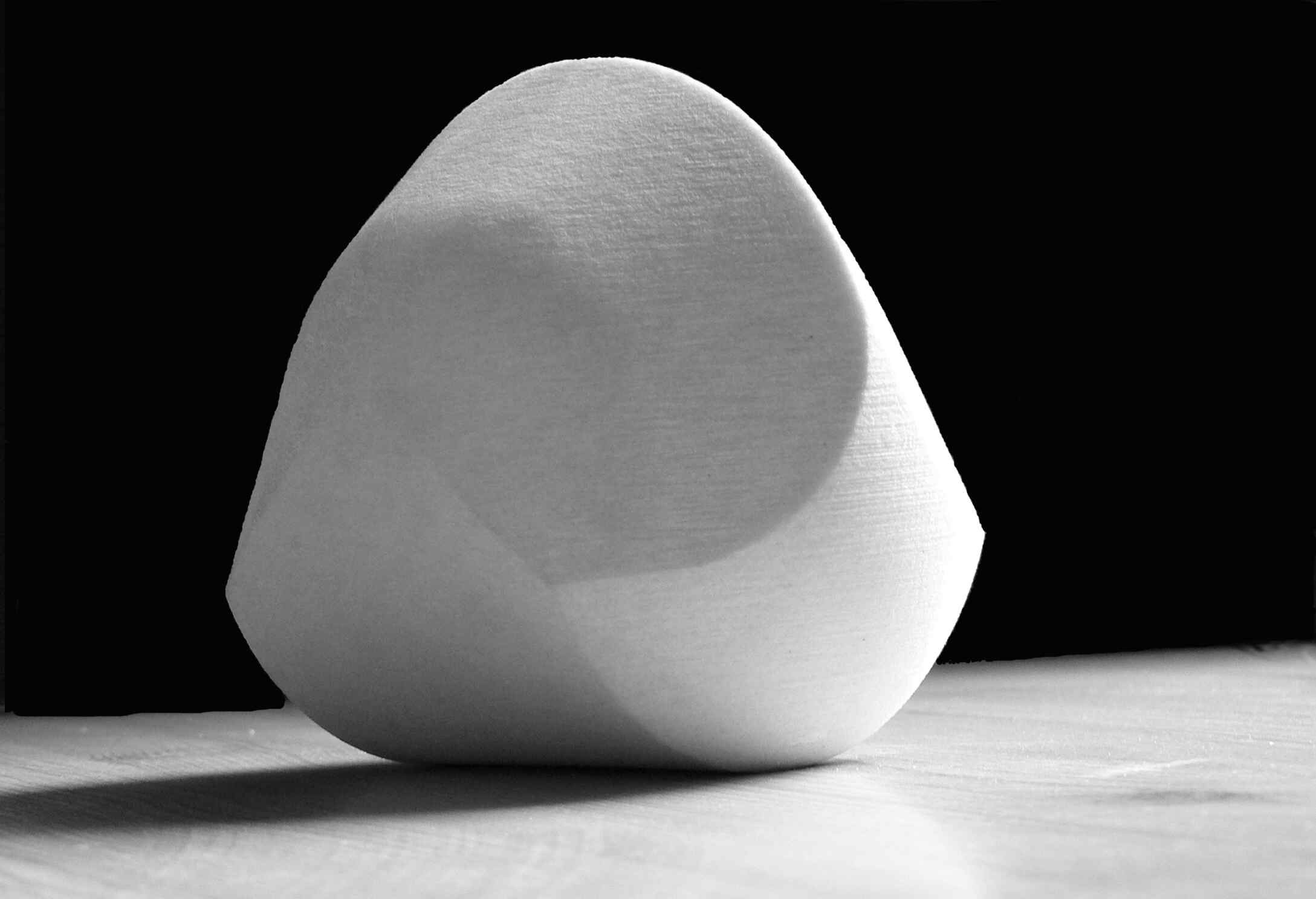
安定した平衡位置にあるゴムボック

ゴムボック（ハンガリー語: Gömböc [ˈɡømbøt͡s] GUHM-buhts）は、「モノ-モノスタティック」と呼ばれる3次元凸均質体のクラスの最初の物理的な例として知られている。このクラスの存在は、1995年にロシアの数学者ウラジーミル・アーノルドによって予想され、2006年にハンガリーの科学者ガボール・ドモコスとペーテル・ヴァールコニーによって、数学的な例と物理的な例を構築することにより証明された。モノ-モノスタティックな形状は無数に存在するが、そのほとんどは球に近く、1000分の1程度の厳しい形状公差に収めねばならない。

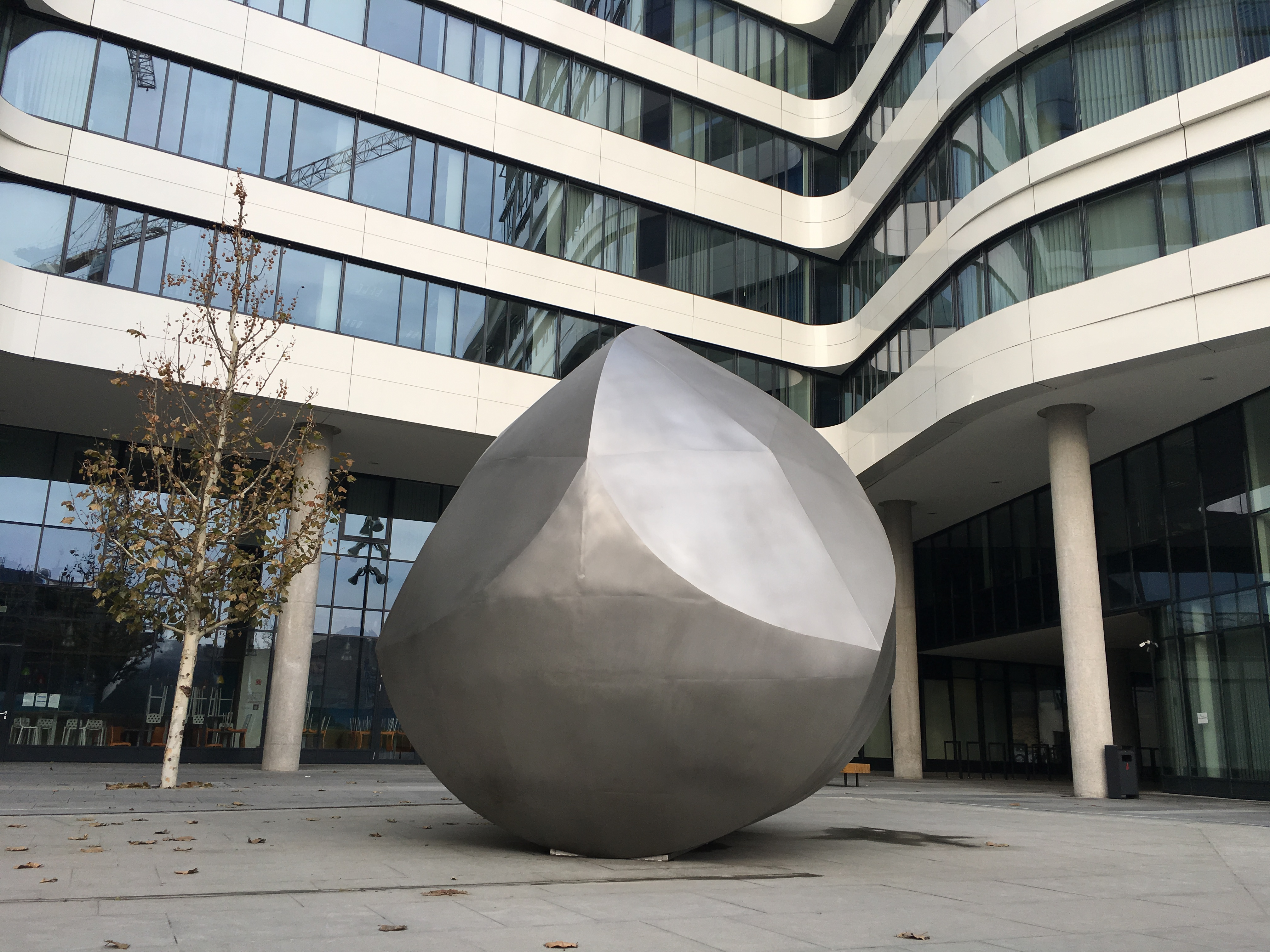
ブダペストのコルヴィン地区にある高さ4.5mのgömböc像 2017年

ゴムボックの形状は写真に示すように上部が尖っている。その形状は、ある種の亀が逆さまに置かれた後に平衡位置に戻ることができる体の構造を説明するのに役立った。gömböcの複製は施設や博物館に寄贈されており、最大のものは2010年に上海国際博覧会で展示された。

安定した平衡位置に戻るゴムボック

## 歴史

起き上がり小法師を押すと、重心の高さは緑の線からオレンジの線まで上昇し、重心はもはや地面との接点上にない。

幾何学では、1つの安定平衡点しかない物体をモノスタティックと呼び、加えて不安定平衡点を1つのみもつ物体をモノ-モノスタティックと呼ぶ(以前から知られている「Monostatic polytope」は、不安定な平衡点を複数持っているため、これを満たさない）。質量中心が幾何学的中心からずれるように加重された球体は、モノスタティックである。しかしこれは不均質、すなわちその物質密度が物質全体で均等ではないとみなされる。不均質なモノ-モノスタティックである物体の例はおきあがりこぼしである（左図参照）。平衡状態では質量中心と接触点とは地面に垂直な線上に並んでいる。おきあがりこぼしが押されると、重心が上昇してその線から離れる。これにより復元モーメントが発生し、おきあがりこぼしを平衡位置に戻そうとする。また単連結でない場合も同じような性質をもつ物体がある。

## 数学的解決

曲線の4つの頂点を示す楕円（赤）とその縮閉線（青）。各頂点は縮閉線の先端に対応する。

gömböcの典型的な形

この問題は2006年にGábor DomokosとPéter Várkonyiによって解決された。Domokosは1995年にハンブルグで開催された主要な数学会議でアーノルドと出会い、そこでアーノルドは、ほとんどの幾何学的問題には4つの解または極限点があることを示す全体講演を行った。しかし、個人的な論議の中で、アーノルドは、4つであることがモノ・モノスタティック体の必要条件なのか疑問を呈し、Domokosに、より少ない平衡点を持つ例を探すように示唆した。
Domokos は小石を分析し、平衡点に基づく形状の分類システムを開発した。ある実験では、Domokos と彼の妻がギリシャのロードス島の浜辺で集めた2000個の小石をテストしたところ、モノ-モノスタティック体は一つも見つからなかった。このような物体を見つける難しさを示している。
DomokosとVárkonyiの解は縁が湾曲しており、上部がつぶれた球に似ている。上の図では、球は安定な平衡状態にある。不安定平衡位置は、水平軸を中心に180°回転させることで得られる。理論的にはそこで静止するが、わずかな摂動で安定点に戻る。gömböc形状を含むすべてのモノ-モノスタティック形状は、球のような性質を持っている。特に、その平坦さと薄さは最小であり、この性質を持つ唯一の非幾何物体である。DomokosとVárkonyiは、最小数の平面からなる表面を持つ多面体解を見つけることに興味を持っている。そのような多面体の面、辺、頂点のそれぞれの最小数F、E、Vを見つけた人には賞金があり、それは1万ドルをC （= F + E + V - 2）で割ったものになる。有限個の離散的な面で曲線的なモノ-モノスタティックの形を近似できることは証明されているが、それは何千もの面が必要になると彼らは見積もっている。この賞は、斬新なアイデアを見つけるために創設された。

## 動物との関係

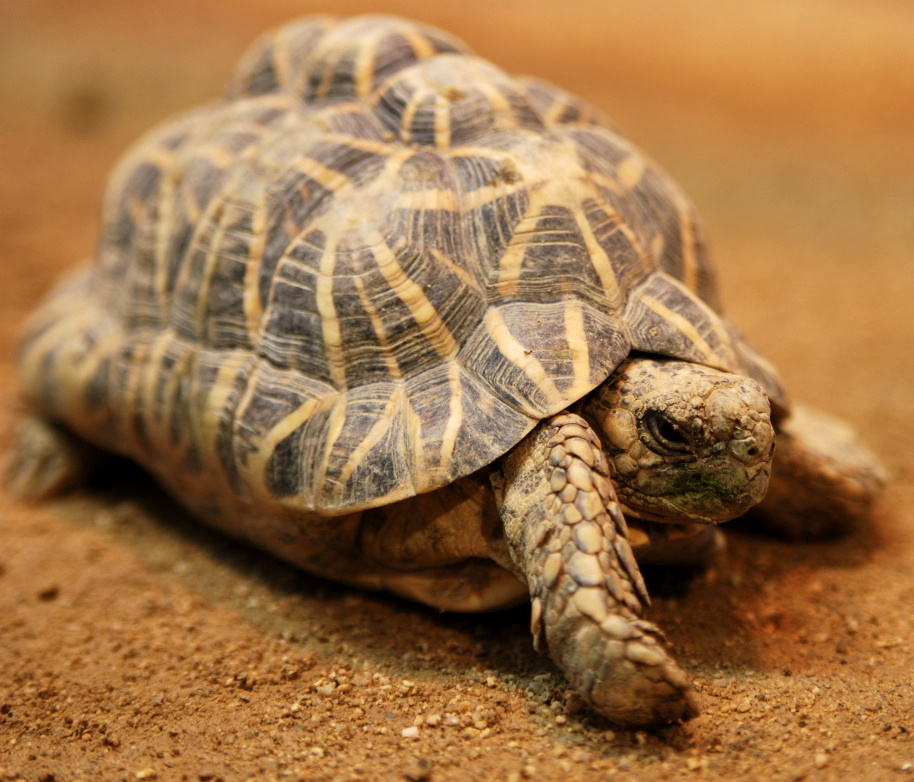
インディアンスターリクガメの形はgömböcに似ている。この亀は手足にあまり頼らず、簡単に真横に転がる。

gömböc のバランス特性は、亀や甲虫などの甲羅を持つ動物の「righting response」（逆さまに置かれたときに元に戻る能力）に似ている。これらの動物は、戦いや捕食者の攻撃でひっくり返る可能性があるため、復元力は生存に重要なのだ。自己を立て直すために、比較的平らな動物（甲虫など）は、四肢や翼の動きにより運動量と推進力に主に依存している。しかし、多くの椀型カメの手足は短すぎて、役に立たない。
Domokos とVárkonyi は、ブダペスト動物園やハンガリー自然史博物館やさまざまなペットショップでの亀、1年間かけて測った。亀の甲羅をデジタル化して分析し、その幾何学的方法で亀の体の形や機能を「説明」した。それ結果は生物学雑誌『Proceedings of the Royal Society』に発表した。その後、科学ニュースですぐに普及してきた。

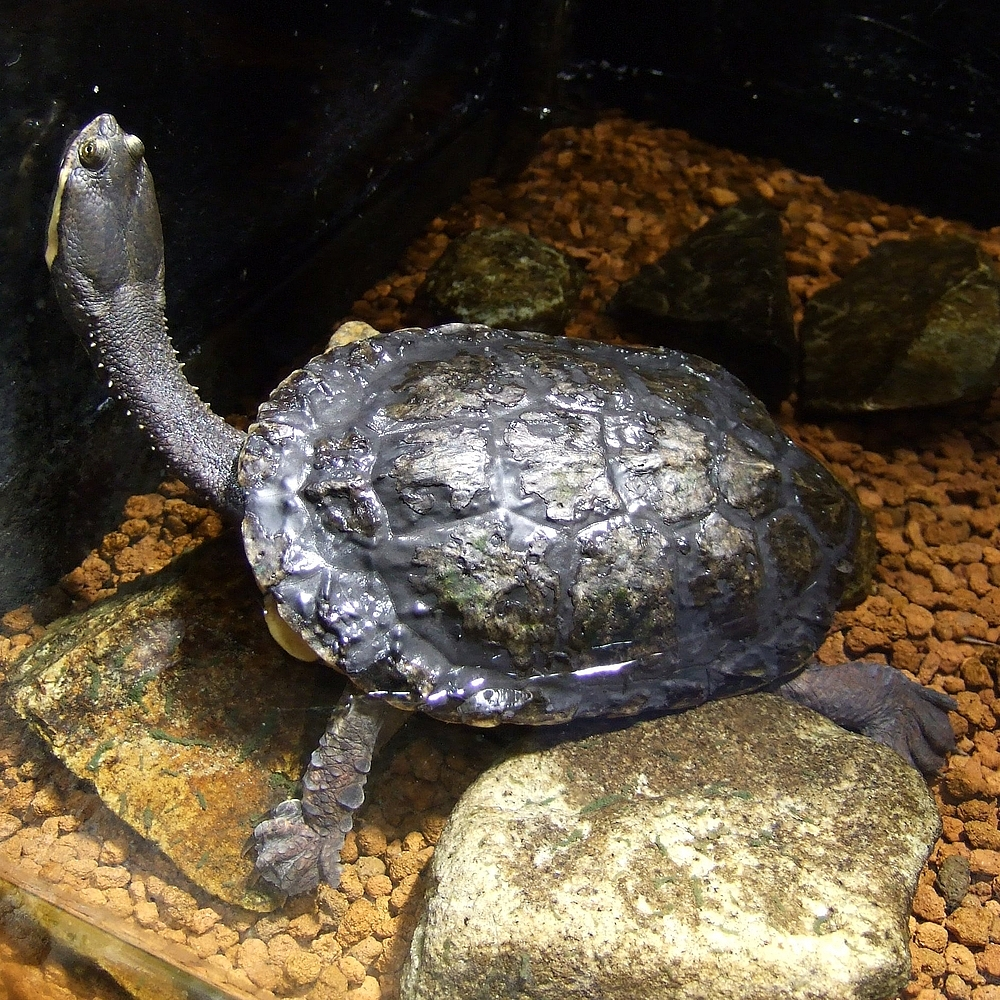
ギザミネヘビクビガメは扁平なカメの一種で、長い首と脚を利用して逆さまにするとひっくり返る。

## 芸術
2020年秋、デン・ハーグのコルツォ劇場とビアリッツの市立劇場は、フランスの振付家アントナン・コメスターズのソロ・ダンス作品『Gömböc』を上演した。
2021年に開催されたコンセプチュアル芸術家のライアン・ガンダーの個展は、復元をテーマとして、黒い火山砂に徐々に覆われていく7つの大きなgömböc が注目された。

## メディア
この発見により、Domokos とVárkonyi はハンガリー共和国騎士十字勲章を授与された。ニューヨーク・タイムズは、2007年の最も興味深い70の発想のひとつに、この「gömböc」を選んだ。
切手ニュースのウェブサイトに、2010年4月30日に発行されたハンガリーの新切手が掲載されている。切手の小冊子は、小冊子をめくるとgömböcが浮かび上がるように配置されている。この切手は、2010年国際博覧会で展示されたgömböcに関連して発行された。これはリンズ・スタンプ・ニュース誌でも取り上げられた。